# دايفيد كاتو
دايفيد كاتو (بالإنجليزية: David Kato) هو مدرس أوغندي، ولد في 15 فبراير 1964 في مقاطعة موكونو ‏ في أوغندا، وتوفي بنفس المكان في 26 يناير 2011 بسبب إصابة كليلة.

## وصلات خارجية
- دايفيد كاتو على موقع IMDb (الإنجليزية)
- دايفيد كاتو على موقع قاعدة بيانات الفيلم (الإنجليزية)